# انسیزان
انسیزان (به فرانسوی: Ancizan) یک کمون در فرانسه است که در Canton of Arreau واقع شده‌است.

## خصوصیات
انسیزان ۳۹٫۹۷ کیلومترمربع مساحت و ۳۲۷ نفر جمعیت دارد.